# 12407 Riccardi
12407 Riccardi (1995 SC2) là một tiểu hành tinh vành đai chính.